# Michael Felke

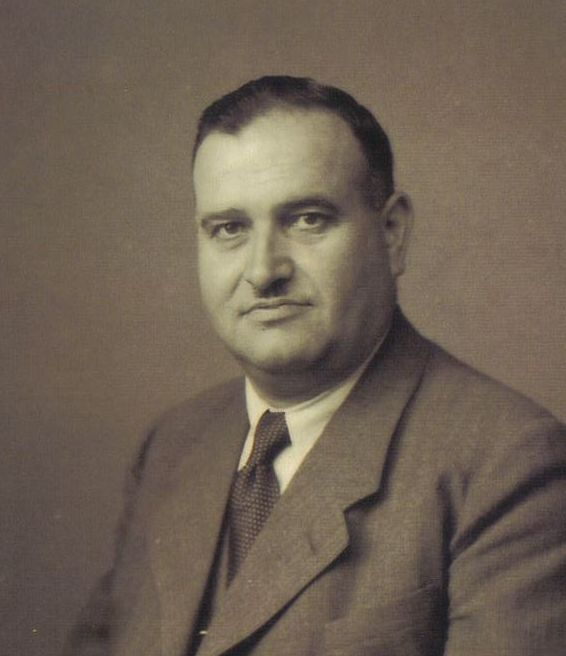
Michael Felke (1939)

Michael Felke (* 18. April 1895 in Laufersweiler; † 8. April 1977 in Sohren) war ein deutscher Unternehmer und Industriepionier im Hunsrück.

## Leben
Schon im Jugendalter erlernte er den Beruf des Schreiners. Seine Tätigkeit im väterlichen Schreinereibetrieb wurde durch den Ersten Weltkrieg unterbrochen, weil er im Saarland, im Harz, auf dem Balkan und in Rumänien im Kriegseinsatz war. Als Kriegsverwundeter kehrte er kurz vor Ende des Krieges nach Deutschland zurück und arbeitete in Koblenz in einer Schreinerei und danach in den Radiowerken in Rheinböllen sowie kurzzeitig als Modellschreiner einer Gießerei.
Im Jahre 1919 übernahm Michael Felke die Tischlerei seines Vaters und gründete daraus gemeinsam mit seinem Bruder Franz Felke die Felke Möbelwerke. Nach einem vernichtenden Brand in den Laufersweiler Werkstätten im Mai 1928 verlegte Michael Felke seinen Betrieb noch im gleichen Jahr ins benachbarte Sohren. 1933 siedelte er mit seiner Familie von Laufersweiler auf das Sohrener Firmengelände über. Durch die Ausweitung des Unternehmens und die damit verbundene Arbeitsplatzvergabe wurde er im Hunsrück als Industriepionier bekannt.
In den 1950er Jahren stiegen seine drei Söhne Walter, Aloys und Günter Felke in die Betriebsleitung ein. Ende der 1960er Jahre überließ er die Führung des Unternehmens seinen Söhnen, die diese bis zu dessen Liquidierung ausübten.
Neben der Führung des Unternehmens war Michael Felke außerdem in mehreren Verbänden tätig:
- 1951–1955: Vorstandsmitglied der Volksbank Kirchberg-Hunsrück
- 1952–1960: Abgeordneter im Kreistag Zell
- 1952–1969: Verbandsgemeinderat Büchenbeuren
- 1955–1966: Aufsichtsrat der Volksbank Kirchberg-Hunsrück

## Familie
Michael Felke wurde als erstes von vier Kindern in dem Dorf Laufersweiler im Hunsrück als Sohn des Schreiners Jakob Felke (1866–1941) und dessen Frau Katharina, geborene Klingel (1864–1940) geboren. Sein Bruder war Franz Felke (1902–1990), der seit Beginn der Unternehmensgeschichte dort als Technischer Direktor tätig war. 1924 heiratete er Maria Oberst (1899–1983) aus Belgweiler. Zusammen hatte das Paar vier Kinder, von dem eines im Kindesalter verstarb. Alle seine Söhne stiegen später in die Führung des Unternehmens ein:
- Elisabeth Felke (1923–1930)
- Aloys Felke (1927–1997), Unternehmer und Politiker in Rheinland-Pfalz.
- Walter Felke (1928–2017), Unternehmer, Kommunalpolitiker und Träger der Ehrennadel des Landes Rheinland-Pfalz.
- Günter Felke (1929–2005), Unternehmer, Numismatiker und Kulturförderer im Hunsrück.

## Ehrungen

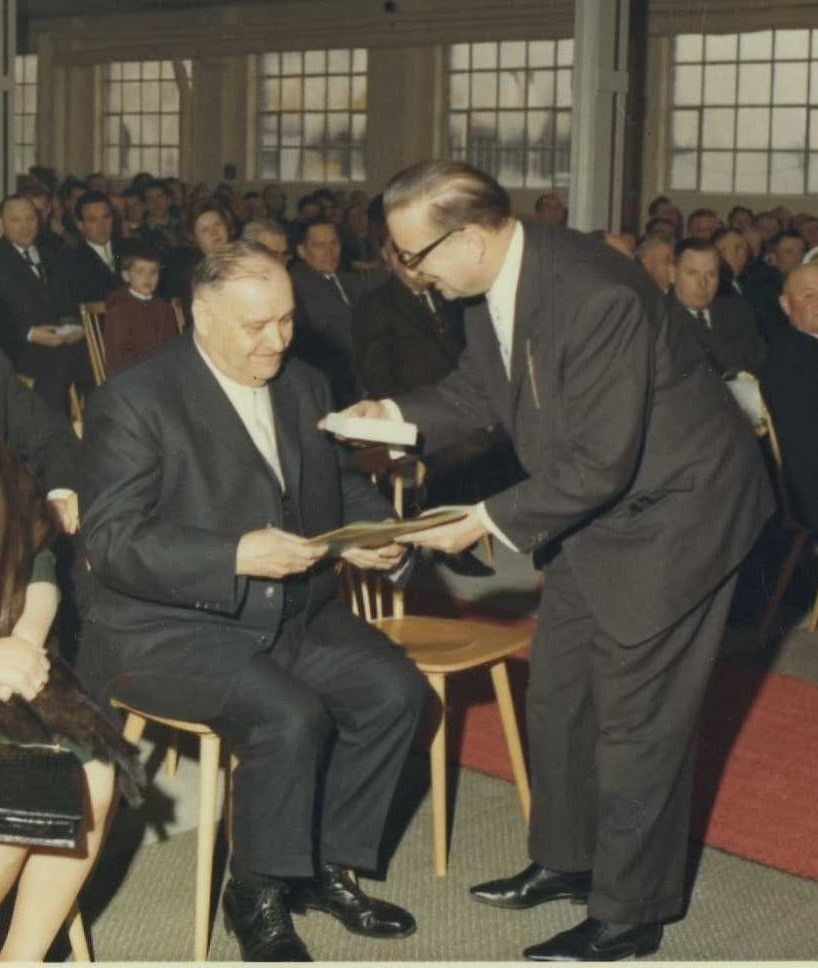
Michael Felke erhält das Bundesverdienstkreuz 1965

1957 erhielt Felke von Papst Pius XII. den Orden Pro Ecclesia et Pontifice. Die Gemeinde Sohren verlieh Felke die Ehrenbürgerschaft. 1965 wurde Michael Felke das Bundesverdienstkreuz I. Klasse verliehen.

## Straßenbenennungen

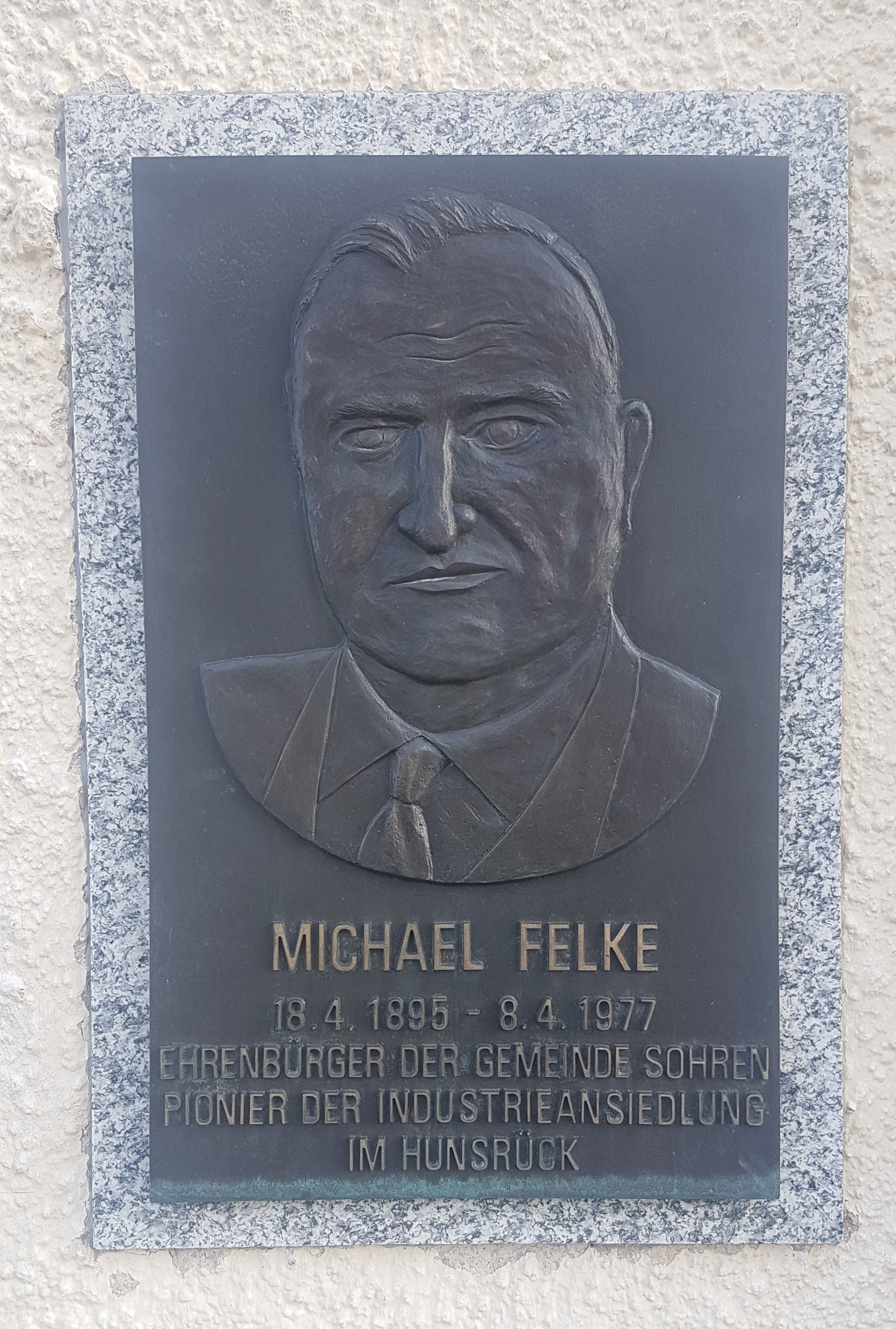
Gedenktafel in der Michael-Felke-Straße in Sohren

- Michael-Felke-Straße, Sohren, Rhein-Hunsrück-Kreis

- Michael-Felke-Straße, Salmtal, Landkreis Bernkastel-Wittlich

- Michael-Felke-Straße, Hermeskeil, Landkreis Trier-Saarburg

- Michael-Felke-Straße, Simmern, Rhein-Hunsrück-Kreis